# الکساندر رایخل
الکساندر رایخل (انگلیسی: Alexander Raikhel؛ زادهٔ) استاد، و زیست‌شناس اهل روسیه و از برندگان جایزه آکادمی ملی علوم است.

## زندگی
ریخیل در سیبری در اتحاد جماهیر شوروی بزرگ شد. پدر و مادر او هر دو متخصص پزشکی بودند. در سال ۱۹۶۵، رایکل به دانشگاه ایالتی لنینگراد مراجعه کرد، اما به دلیل تبار یهودی وی توسط سیستم پذیرفته نشد. او همزمان با کار در باغ وحش لنگراد دوره‌های شبانه را برای ادامه تحصیل گذراند و سرانجام در سال ۱۹۷۰ مدرک کارشناسی ارشد خود را گرفت.